# Oleksandr Chovkovskyi
Oleksandr Volodymyrovytch Chovkovsky (ukrainien : Олександр Володимирович Шовковський), parfois surnommé « Sasho », est un ancien footballeur international ukrainien né le 2 janvier 1975 à Kiev, évoluant au poste de gardien de but.
Issu du centre de formation du Dynamo Kyïv qu'il intègre dès son plus jeune âge, il y passe l'intégralité de sa carrière professionnelle qui s'étend de 1993 à 2017. Sous ces couleurs, il remporte notamment quatorze titres de champion d'Ukraine, dix coupes d'Ukraine et six supercoupes d'Ukraine. Il est par ailleurs détenteur du record de matchs avec 638 matchs disputés pour le club ukrainien, incluant 426 matchs de championnat et 143 rencontres au niveau européen, et est considéré comme l'un des meilleurs gardiens de but de l'histoire du Dynamo et de l'Ukraine indépendante.
Ses performances lui permettent d'être sélectionné en sélection ukrainienne à quatre-vingt-douze reprises de 1994 jusqu'à sa retraite internationale en 2012. Sous les couleurs de son pays, il prend notamment part à la Coupe du monde 2006 qui voit l'Ukraine atteindre les quarts de finale.

## Biographie

### Formation
Chovkovskyi intègre les classes de l'académie de football du Dynamo Kiev à l'âge de huit ans, où il effectue ses études. Il se voit offrir ses premiers gants de gardien à l'âge de 13 ans, un cadeau qu'il chérit au point de dormir avec la nuit. Il fait ses débuts pour la troisième équipe du club le 1er août 1992 à l'occasion d'un match de soixante-quatrièmes de finale de Coupe d'Ukraine face au Desna Tchernihiv remporté par les siens 2 à 0. Ses performances lui permettent ensuite d'intégrer la deuxième équipe du club et de se voir offrir son premier contrat professionnel en décembre 1992. Il est par la suite prêté en deuxième division au CSKA Kiev pour six mois lors de la saison 1992-1993, avec qui il ne dispute que deux matchs de championnat.

### Carrière de joueur

#### 1993-1997: Débuts
En dépit de son prêt mitigé, Chovkovskyi intègre l'équipe première du Dynamo Kiev lors de la saison 1993-1994, faisant ses débuts le 6 mars 1994 à l'occasion d'un match de championnat face au Kremin Krementchouk (1-1). Alors âgé d'un peu plus de 19 ans, il devient le plus jeune gardien à porter les couleurs du club. Il dispute finalement neuf matchs de championnat durant la saison et remporte par la même occasion son premier titre de champion d'Ukraine.
Malgré la concurrence d'autres gardiens vétérans tels qu'Andriy Kovtun, Valdemaras Martinkėnas et Ihor Kutepov, Chovkovskyi parvient à s'établir comme titulaire dès la saison suivante, apparaissant dans les cages kiévaines à vingt-cinq reprises en championnat et faisant ses débuts en compétition européenne à l'occasion d'un match de qualification à la Ligue des champions face au club danois du Silkeborg IF le 10 août 1994, au cours duquel le jeune gardien parvient à conserver ses cages inviolées (0-0). Mykhailo Mykhailov, l'entraîneur des gardiens d'alors, est souvent crédité pour la progression de Chovkovskyi durant cette période, qui essayait alors simplement de copier ses concurrents, en lui recommandant plutôt de se focaliser à corriger ses propres erreurs. Il remporte par ailleurs le titre de gardien ukrainien de l'année en 1994 et obtient sa première sélection en sélection ukrainienne lors d'un match éliminatoire de l'Euro 1996 face à l'Estonie (3-0).

#### 1997-2002: Années Lobanovski et mauvaise passe
Le retour de Valeri Lobanovski comme entraîneur du Dynamo entre 1997 et 2002 est considéré par Chovkovskyi comme l'un des évènements les plus importants de sa carrière. Le technicien ukrainien se révèle en effet un bon conseiller pour le jeune gardien, sa vision d'un gardien de but intégré au collectif de l'équipe influençant notamment le jeu du jeune joueur. C'est sous la houlette de Lobanovski que le club connait plusieurs parcours notables en Ligue des champions, incluant un quart de finale en 1997-1998, suivi d'une demi-finale la saison suivante, puis d'une qualification pour la deuxième phase de groupes en 1999-2000, auxquels Chovkovskyi prend intégralement part. Il fait également partie des 50 nommés pour le Ballon d'or 1999 mais n'obtient aucune voix.
Les années qui suivent se révèlent plus dures pour le portier ukrainien, qui commence à être de plus en plus critiqué à la suite de nombreuses erreurs, la plus dramatique arrivant lors de la 83e minute du match aller du barrage de qualification à l'Euro 2000 face à la Slovénie, lorsque Chovkovskyi, sorti de ses cages jusqu'à proximité du poteau de corner effectue une relance atterrissant dans les pieds de Milenko Ačimovič qui effectue un lob de près de 40 mètres pour marquer dans le but vide, permettant aux Slovènes de l'emporter 2 à 1 et de se qualifier pour la compétition après un résultat nul 1-1 au match retour, le portier ukrainien étant tenu pour responsable de l'élimination de sa sélection. De plus, le gardien subit par la suite plusieurs blessures, notamment au niveau du dos, ne lui permettant de disputer que six matchs de championnat lors de la saison 2001-2002, tandis que Lobanovski décède en mai 2002.

#### 2002-2006: Retour en grâce et exploits en sélection
Enfin remis de ses blessures, Chovkovskyi retrouve progressivement sa place en club et en sélection à partir de la saison 2002-2003. Son niveau retrouvé, il remporte notamment le titre de gardien ukrainien de l'année trois fois de suite entre 2003 et 2006, et termine également deuxième au titre de joueur ukrainien de l'année 2004 du journal Komanda.
Son retour en forme lui permet de prendre part à la phase qualificative de la Coupe du monde 2006, dont l'Ukraine parvient à sortir en remportant son groupe devant la Turquie, le Danemark et la Grèce, Chovkovskyi n'encaissant que sept buts en douze matchs de qualification et gardant ses cages inviolées à six reprises. Durant la compétition, l'Ukraine parvient à terminer deuxième d'un groupe composé de l'Espagne, la Tunisie et l'Arabie saoudite, « Sasho » gardant ses cages inviolées face à ces deux dernières équipes malgré une défaite 4-0 contre les Espagnols. Les Ukrainiens se retrouvent confrontés à l'équipe de Suisse lors des huitièmes de finale et finissent par se départager lors de la séance de tirs au but, après un match nul et vierge, que l'Ukraine remporte 3-0, Chovkovskyi parvenant à arrêter deux des trois tentatives suisses (tandis que la dernière atterrit sur la barre transversale) pour devenir le premier gardien de l'histoire de la Coupe du monde à ne pas encaisser de but lors d'une séances de tirs au but. Le parcours ukrainien s'arrête cependant dès la tour suivant avec une défaite 3-0 contre le futur champion du monde italien.

#### 2006-2016: Fin de carrière
Après le Mondial 2006, Chovkovskyi prend part avec sa sélection à la phase qualificative de l'Euro 2008, qui voit l'Ukraine terminer quatrième de son groupe derrière l'Italie, la France et l'Écosse. Après cela, sa participation à la sélection nationale devient plus inconstante, ne disputant que dix matchs entre 2008 et 2012. Privé d'Euro 2012 à domicile à la suite d'une blessure à l'épaule, Chovkovskyi décide finalement de mettre un terme à sa carrière internationale en septembre 2012 après 92 matchs disputés pour la sélection ukrainienne.
Le temps de jeu de Chovkovskyi au Dynamo Kiev commence également à fléchir à partir de 2008, notamment du fait de blessures. Il dispute son 100e match de Ligue des champions à l'occasion d'un déplacement sur la pelouse du FK Rubin Kazan le 3 août 2011 avant d'établir le record de matchs disputés en championnat ukrainien en jouant son 413e match face au Zorya Louhansk le 20 mars 2016. Il annonce finalement le non-renouvellement de son contrat avec le club et la fin de sa carrière professionnelle le 12 décembre 2016 à l'âge de 41 ans.
Le 7 octobre 2020, après plus de 4 ans sans jouer, il est appelé en renfort lors d'un match amical contre la France pour pallier l'absence des trois autres gardiens, testés positifs au Covid-19.

## Statistiques
| Saison                | Club                  | Championnat           | Championnat | Championnat | Coupe(s) nationale(s) | Coupe(s) nationale(s) | Supercoupe | Supercoupe | Compétition(s) continentale(s) | Compétition(s) continentale(s) | Compétition(s) continentale(s) | Ukraine | Ukraine | Total | Total |
| Saison                | Club                  | Division              | M.          | B.          | M.                    | B.                    | M.         | B.         | Comp.                          | M.                             | B.                             | M.      | B.      | M.    | B.    |
| 1992-1993             | CSKA Kiev (prêt)      | Persha-Liga           | 2           | 0           | 0                     | 0                     | -          | -          | -                              | -                              | -                              | -       | -       | 2     | 0     |
| Sous-total            | Sous-total            | Sous-total            | 2           | 0           | 0                     | 0                     | -          | -          | -                              | -                              | -                              | -       | -       | 2     | 0     |
| 1993-1994             | Dynamo Kiev           | Premier-Liga          | 9           | 0           | 0                     | 0                     | -          | -          | C1                             | 0                              | 0                              | -       | -       | 9     | 0     |
| 1994-1995             | Dynamo Kiev           | Premier-Liga          | 25          | 0           | 2                     | 0                     | -          | -          | C1                             | 8                              | 0                              | 1       | 0       | 36    | 0     |
| 1995-1996             | Dynamo Kiev           | Premier-Liga          | 25          | 0           | 4                     | 0                     | -          | -          | C1                             | 2                              | 0                              | 0       | 0       | 31    | 0     |
| 1996-1997             | Dynamo Kiev           | Premier-Liga          | 24          | 0           | 2                     | 0                     | -          | -          | C1+C3                          | 1+2                            | 0+0                            | 6       | 0       | 35    | 0     |
| 1997-1998             | Dynamo Kiev           | Premier-Liga          | 26          | 0           | 7                     | 0                     | -          | -          | C1                             | 12                             | 0                              | 4       | 0       | 49    | 0     |
| 1998-1999             | Dynamo Kiev           | Premier-Liga          | 24          | 0           | 6                     | 0                     | -          | -          | C1                             | 13                             | 0                              | 8       | 0       | 51    | 0     |
| 1999-2000             | Dynamo Kiev           | Premier-Liga          | 15          | 0           | 1                     | 0                     | -          | -          | C1                             | 16                             | 0                              | 7       | 0       | 39    | 0     |
| 2000-2001             | Dynamo Kiev           | Premier-Liga          | 19          | 0           | 0                     | 0                     | -          | -          | C1                             | 6                              | 0                              | 8       | 0       | 33    | 0     |
| 2001-2002             | Dynamo Kiev           | Premier-Liga          | 6           | 0           | 2                     | 0                     | -          | -          | C1                             | 0                              | 0                              | 3       | 0       | 11    | 0     |
| 2002-2003             | Dynamo Kiev           | Premier-Liga          | 15          | 0           | 5                     | 0                     | -          | -          | C1+C3                          | 1+1                            | 0                              | 5       | 0       | 27    | 0     |
| 2003-2004             | Dynamo Kiev           | Premier-Liga          | 19          | 0           | 3                     | 0                     | -          | -          | C1                             | 8                              | 0                              | 8       | 0       | 38    | 0     |
| 2004-2005             | Dynamo Kiev           | Premier-Liga          | 23          | 0           | 4                     | 0                     | 1          | 0          | C1+C3                          | 8+2                            | 0+0                            | 10      | 0       | 48    | 0     |
| 2005-2006             | Dynamo Kiev           | Premier-Liga          | 24          | 0           | 3                     | 0                     | 1          | 0          | C1                             | 2                              | 0                              | 13      | 0       | 43    | 0     |
| 2006-2007             | Dynamo Kiev           | Premier-Liga          | 24          | 0           | 5                     | 0                     | 1          | 0          | C1                             | 8                              | 0                              | 6       | 0       | 44    | 0     |
| 2007-2008             | Dynamo Kiev           | Premier-Liga          | 22          | 0           | 4                     | 0                     | 0          | 0          | C1                             | 6                              | 0                              | 5       | 0       | 37    | 0     |
| 2008-2009             | Dynamo Kiev           | Premier-Liga          | 10          | 0           | 2                     | 0                     | 1          | 0          | C1+C3                          | 2+0                            | 0+0                            | 1       | 0       | 16    | 0     |
| 2009-2010             | Dynamo Kiev           | Premier-Liga          | 24          | 0           | 1                     | 0                     | 1          | 0          | C1                             | 4                              | 0                              | 1       | 0       | 31    | 0     |
| 2010-2011             | Dynamo Kiev           | Premier-Liga          | 10          | 0           | 2                     | 0                     | -          | -          | C1+C3                          | 0+8                            | 0+0                            | 3       | 0       | 23    | 0     |
| 2011-2012             | Dynamo Kiev           | Premier-Liga          | 24          | 0           | 1                     | 0                     | 1          | 0          | C1+C3                          | 2+7                            | 0+0                            | 3       | 0       | 38    | 0     |
| 2012-2013             | Dynamo Kiev           | Premier-Liga          | 6           | 0           | 1                     | 0                     | -          | -          | C1+C3                          | 2+0                            | 2+0                            | -       | -       | 9     | 2     |
| 2013-2014             | Dynamo Kiev           | Premier-Liga          | 8           | 0           | 2                     | 0                     | -          | -          | C3                             | 5                              | 0                              | -       | -       | 15    | 0     |
| 2014-2015             | Dynamo Kiev           | Premier-Liga          | 18          | 0           | 2                     | 0                     | 1          | 0          | C3                             | 9                              | 0                              | -       | -       | 30    | 0     |
| 2015-2016             | Dynamo Kiev           | Premier-Liga          | 18          | 0           | 1                     | 0                     | 1          | 0          | C1                             | 7                              | 0                              | -       | -       | 27    | 0     |
| 2016-2017             | Dynamo Kiev           | Premier-Liga          | 8           | 0           | 0                     | 0                     | 1          | 0          | C1                             | 1                              | 0                              | -       | -       | 10    | 0     |
| Sous-total            | Sous-total            | Sous-total            | 426         | 0           | 60                    | 0                     | 9          | 0          | -                              | 143                            | 0                              | 92      | 0       | 730   | 0     |
| Total sur la carrière | Total sur la carrière | Total sur la carrière | 428         | 0           | 60                    | 0                     | 9          | 0          | -                              | 143                            | 0                              | 92      | 0       | 732   | 0     |

## Palmarès

### En club
Sous les couleurs du Dynamo Kiev, Chovkovskyi remporte notamment le championnat ukrainien à quatorze reprises entre 1994 et 2016, dont huit d'affilée entre 1994 et 2001, la Coupe d'Ukraine à dix reprises entre 1996 et 2015, dont trois d'affilée entre 1998 et 2000 et entre 2005 et 2007, ainsi que la Supercoupe d'Ukraine à cinq reprises entre 2004 et 2016, remportant ces trois trophées lors de la saison 2006-2007 et effectuant le doublé lors des saisons 1995-1996, 1997-1998, 1998-1999, 1999-2000, 2002-2003 et 2014-2015. Il y remporte par ailleurs la Coupe de la CEI par quatre fois entre 1996 et 2002.

### Récompenses individuelles
Chovkovskyi remporte le titre de gardien de but ukrainien de l'année décerné par le journal Ukrayinskyi futbol à neuf reprises entre 1994 et 2011, puis celui de meilleur gardien de Premier-Liga en 2011 et 2012. Il est par ailleurs nommé dans le top 50 du Ballon d'or 1999 et atteint le podium du titre de footballeur ukrainien de l'année en 1994 (deuxième) et en 1999 (troisième) pour le journal Ukrayinskyi futbol et de footballeur ukrainien de la saison en 2004-2005 (deuxième) pour Komanda.

## Vie privée
Chovkovskyi est marié à la styliste Olga Alenova. Il est également diplômé de l'institut de journalisme de l'Université nationale Taras-Chevtchenko de Kiev et récipiendaire de la troisième classe de l'Ordre du Mérite et de l'Ordre du Courage.
Il affiche explicitement son soutien au mouvement Euromaïdan lors de la révolution de 2014, publiant notamment une vidéo appelant l'UEFA à effectuer une minute de silence en hommage aux victimes des violences en marge des manifestations avant un match de Ligue Europa face à Valence, une requête acceptée. Il critique cependant le choix du nouveau gouvernement ukrainien de retirer au russe le statut de deuxième langue officielle dans les régions russophones.